# 1100-е годы
1100-е (ты́сяча со́тые) го́ды по юлианскому календарю — промежуток времени с 1 января 1100 года по 31 декабря 1109 года, включающий 1100 год 10-го десятилетия XI века  и с 1101 по 1109 годы    1-го десятилетия XII века 2-го тысячелетия.  Они закончились 916 лет назад.

## Важнейшие события
- 1101 — Ополчение ломбардцев, двинувшееся после призыва собора в Валансе (Пуатье) достигло Константинополя, где по традиции принесли вассальную присягу византийскому императору Алексею I. Двинулись на Анкару (дабы вызволить из плена в г. Никсар князя Антиохийского).
- Венгерско-хорватская уния (1102—1526).
- Битва на реке Сутени (1103), в которой объединённое войско русских князей разбило половцев.

## Правители
- 1100 — английским королём (последним из Нормандской династии) становится Генрих I (1069—1135), младший сын Вильгельма Завоевателя.
- 1101—1105 — граф Сицилии Симон.